# Новополтавка (Бердянский район)
Новополта́вка (укр. Новополтавка) — село,
Новополтавский сельский совет,
Бердянский район,
Запорожская область,
Украина.
Код КОАТУУ — 2325584601. Население по переписи 2001 года составляло 1461 человек.
Является административным центром Новополтавского сельского совета, в который, кроме того, входит село 
Заря.

## Географическое положение
Село Новополтавка находится у истоков реки Каинкулак,
ниже по течению на расстоянии в 3 км расположено село Новоказанковатое.
Рядом проходит железная дорога, станция Синяя Гора в 2-х км.

## История
- 1862 год — дата основания переселенцами из Полтавской губернии.

## Экономика
- Новополтавский гранитный карьер.
- Производственный участок управления «Запорожвзрывпром».
- Автоколонна № 4 треста «Запорожьеводстрой».
- Новополтавский питомник Пологовской лесомелиоративной станции.
- «Мир», ООО.

## Объекты социальной сферы
- Школа.
- Детский сад.
- Дом культуры.
- Фельдшерско-акушерский пункт.

## Достопримечательности
- Братская могила 183 советских воинов.